# Recea (gmina w okręgu Marmarosz)
Recea – gmina w Rumunii, w okręgu Marmarosz. Obejmuje miejscowości Bozânta Mică, Lăpușel, Mocira, Recea i Săsar. W 2011 roku liczyła 6000 mieszkańców.